# 11090 Popelin
11090 Popelin eller 1994 CT12 är en asteroid i huvudbältet som upptäcktes den 7 februari 1994 av den belgiske astronomen Eric W. Elst vid La Silla-observatoriet. Den är uppkallad efter den belgiske juristen Marie Popelin.
Asteroiden har en diameter på ungefär 5 kilometer.